# اوموته‌سنکه

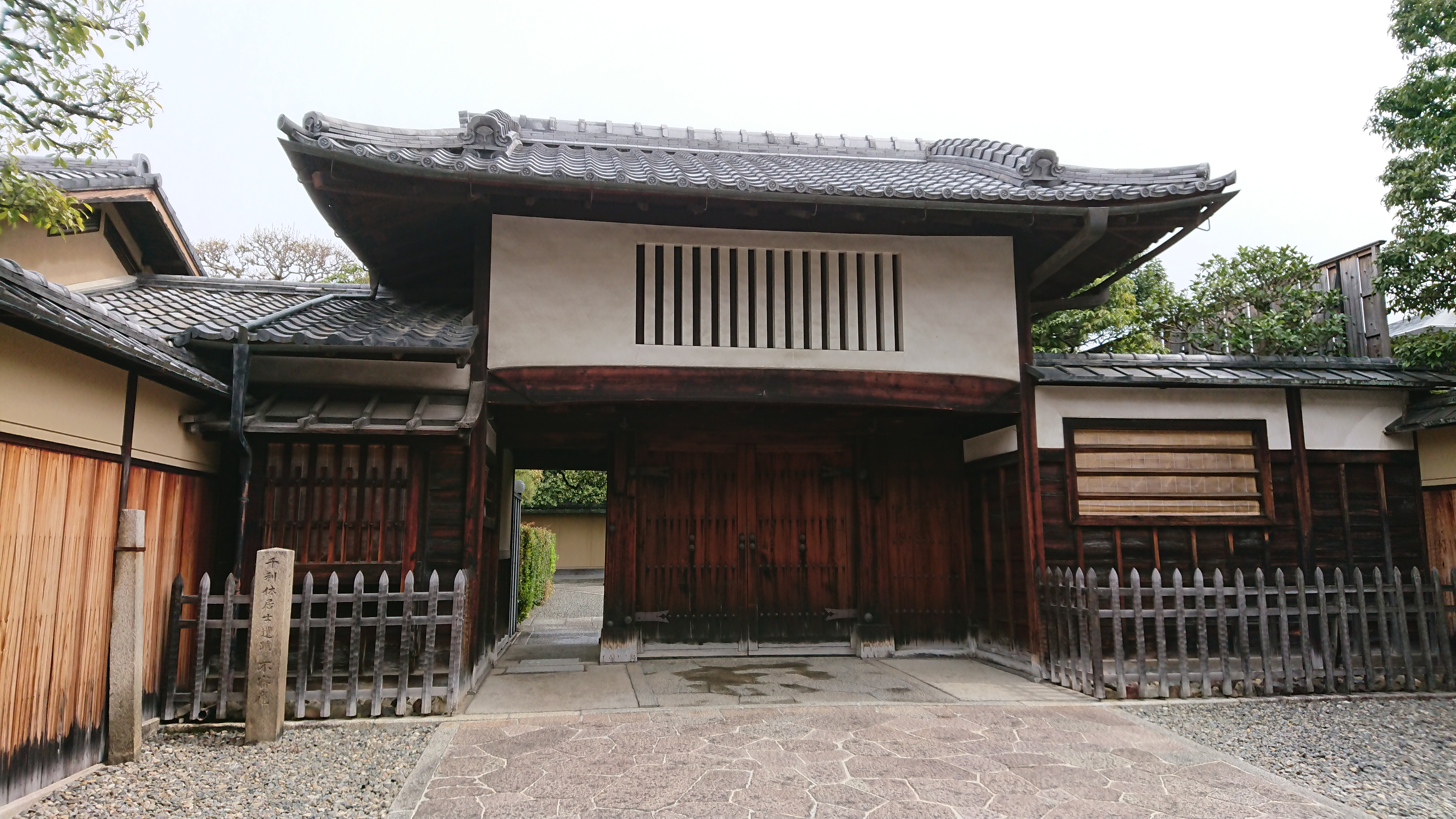

اوموته‌سنکه (به ژاپنی: 裏千家 Omotesenke) یکی از مکتب‌های چای ژاپنی است. این مکتب در کنار اوراسنکه و موشاکوجیسنکه مکتب‌های سه‌گانه‌ای هستند که توسط سن نو ریکیو پایه‌گذاری شده‌است.